# Hypnum aureonitidum
Hypnum aureonitidum là một loài Rêu trong họ Hypnaceae. Loài này được Dixon mô tả khoa học đầu tiên năm 1932.